# 船舶警戒部
船舶警戒部（せんぱくけいかいぶ）とは、大日本帝国海軍が、海上交通保護のために民間船舶に派遣されて自衛戦闘を行う船舶警戒隊の管理運営や、民間船員の自衛活動の指導を任務として設置した機関である。太平洋戦争後期に創設され、海上護衛総司令部の下に置かれた。

## 沿革
日本海軍は、戦時において徴用した特設艦船の武装については平時から一定の計画を準備する一方、民間船舶の自衛のための武装商船化については特段の準備をしていなかった。第一次世界大戦の際には、ドイツ海軍による通商破壊に対抗するため急遽、ヨーロッパ方面に就航中の一部の商船に限り、自衛用の火砲を貸与するとともに兵員を民間船員扱いにして乗り組ませた程度であった。
1941年（昭和16年）12月に太平洋戦争が勃発しても、当初は陸海軍徴用船以外の民間船（当時の用語でC船）には自衛武装が施されなかった。
しかし、1942年（昭和17年）5月頃、日本近海におけるアメリカ海軍潜水艦の行動の活発化、商船被害の増加を踏まえて民間船舶の武装が決定される。同年6月24日、1000総トン以上の商船を対象に武装の実施が発令され、同年9月末までの武装完了を目標とした。所要の人員及び兵器は、各鎮守府に陸上保安警戒を任務として設置されていた海軍警備隊（海兵団の職員で構成）に所属した（昭和17年内令第1136号）。例として横須賀鎮守府の横須賀海軍警備隊では、同年7月8日から民間船に船舶警戒隊の配乗を開始し、7月中に22隻、8月中に29隻に配乗させている。
太平洋戦争後期になるとアメリカ海軍潜水艦の通商破壊が激しくなったため、1943年（昭和18年）11月、日本海軍は海上交通保護の専門組織として海上護衛総司令部を創設。これを契機に、1944年（昭和19年）2月1日、民間船舶の自衛武装を統一的に管理運用するため、海上護衛総司令部の下部組織として船舶警戒部が設置された（昭和19年内令第275号）。船舶警戒部は横浜港に本部を置く外、11箇所の内地港湾と6箇所の外地・占領地港湾に支部を置いた。そして、終戦に至るまで、民間船舶の自衛武装を運用する船舶警戒兵の兵員教育や人事、派遣、給与などの一切を所管した。

## 編制と装備
船舶警戒部は、定員表上は少将か大佐を部長とし、定員は5803人（士官46人・特務士官18人・准士官46人・下士官1504人・兵4189人）の多数を擁した。本部を横浜に置くほか、支部は次第に増設され、最終的に内地港湾11箇所（室蘭、小樽、新潟、大阪、神戸、門司、三池、長崎、鹿児島、若松、博多）と外地・占領地港湾6箇所（基隆、高雄、釜山、上海、シンガポール（昭南）、スラバヤ）に設置された。優秀な人材は正規の海軍艦艇に優先して配属されたため、船舶警戒隊には応召兵や補充兵が多かった。
各船に配乗する船舶警戒隊は、船の固有乗員になるのではなく必要に応じて編成される。基本的な編制は、備砲1門について下士官・兵4人とされた。次第に拡充、大規模化されていき、1945年には1万トン級の大型船の場合で少尉級の予備士官を長とする下士官・兵50人規模に達した。
主要装備は旧式の艦載砲のほか、不足分を補うため陸軍からも三八式野砲やラ式37mm対戦車砲など各種野戦砲300門が譲渡された。戦時標準船が多数就役して装備火砲が不足してくると、新たに短二十糎砲や短十二糎砲が量産された。陸軍からの譲渡火砲でも操作は全て海軍兵が行うため、海軍兵が陸軍部隊に派遣されて教育を受けた。なお、C船の武装が開始された頃には火砲不足のため本物の火砲が装備できず、擬砲と称する木製のダミーを搭載した船も多かった。
対空火器としては7.7mm機銃を装備したが、船員に安心感を与える心理的効果程度にとどまった。より威力のある25mm機銃は不足がちで商船用にはなかなか回らなかったが、末期の南号作戦の頃には海軍艦艇や陸上砲台から取り外してまで船舶警戒隊に配備された。

## 歴代船舶警戒部長
- 江戸兵太郎 少将：1944年2月1日[8] - 1944年5月15日（横須賀海軍警備隊長・横須賀海兵団長と兼務）[9]
- 鋤柄玉造 中将：1944年5月15日[9] - 1945年3月20日[10]
- 宮里秀徳 中将：-1945年3月20日[10] -